# الدوقة تيريز من مكلنبورغ-ستريليتس
الدوقة تيريز من مكلنبورغ-ستريليتس (بالألمانية: Therese zu Mecklenburg )‏ (و. 1773 – 1839 م) هي صاحبة صالون أدبي ألمانية، ولدت في هانوفر، توفيت عن عمر يناهز 66 عاماً.